# New age (música)

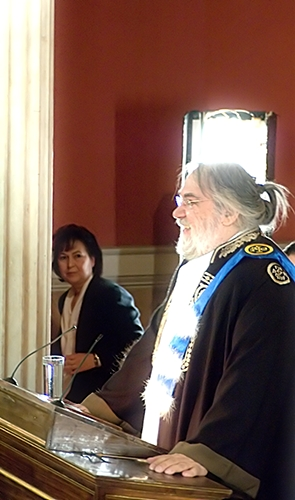
Vangelis, compositor representante del género

El New Age es un género musical creado por diferentes estilos y cuyo objetivo es crear inspiración artística, relajación y optimismo. Suele ser utilizada por los que practican yoga, masaje, meditación, y lectura como método para controlar el estrés o para crear una atmósfera pacífica en su casa o en otros entornos, y suele asociarse al ecologismo y a la espiritualidad New Age.
Las armonías en la música New Age suelen ser generalmente modales, consonantes, o incluir un bajo en forma de drone. Las melodías suelen ser repetitivas, para crear una sensación hipnótica, y a veces se utilizan sonidos de la naturaleza como introducción a un tema o a una pieza. Son frecuentes las piezas de hasta treinta minutos.
La música New Age puede ser tanto electrónica, normalmente basándose en pads de sintetizador sostenidos o largos trozos de secuenciador, como acústica, utilizando instrumentos como flautas, piano, guitarra acústica y una amplia gama de instrumentos acústicos no occidentales. En muchos casos se utiliza el sampleo digital de instrumentos de alta calidad en lugar de instrumentos orgánicos. Los arreglos vocales solían ser extraños en la música New Age, pero a medida que fue evolucionando las vocales se hicieron más comunes, especialmente las que incluían cánticos de nativos americanos, sánscrito o música tibetana.
Algunos músicos New Age abrazan abiertamente las creencias New Age, mientras que otros grupos no consideran que su propia música pertenezca a esta forma de pensamiento, y ello aunque su música se haya catalogado como New Age por los sellos discográficos, las tiendas de discos o los programas de radio.

## Historia
La música New Age en sus orígenes estuvo fuertemente relacionada con el movimiento de creencias Nueva Era por lo que su contenido ha sido constantemente asociado con cuestiones místicas claramente presentes en el movimiento. Empezó a ser popular en la década de 1960 en la subcultura hippie. Actualmente se relaciona más con la relajación y mucha gente la escucha sin importar sus creencias, a pesar de que las compañías discográficas a menudo diseñan sus carátulas con fuertes enfoques místicos.
Se dice que la música new age llegó a ser popular debido a que se cree que expresa un estilo de vida espiritual, no sectario y de expansión de conciencia, lo que permitió a millones de personas en todo el mundo estudiar y practicar una nueva espiritualidad.
Los compositores a menudo utilizan instrumentos tradicionales (o versiones sintetizadas de ellos) con poca relación al contexto musical de su origen. Para muchos críticos y etnomusicólogos esto es lo peor de este género musical: su homogeneización de instrumentos y material musical apropiados de sus culturas originales. Algo que caracteriza especialmente a este género, es que la mayoría de sus compositores crean sus discos utilizando lo que llamaremos "enlace New Age": cada canción va unida a la siguiente.

## Influencias y temáticas

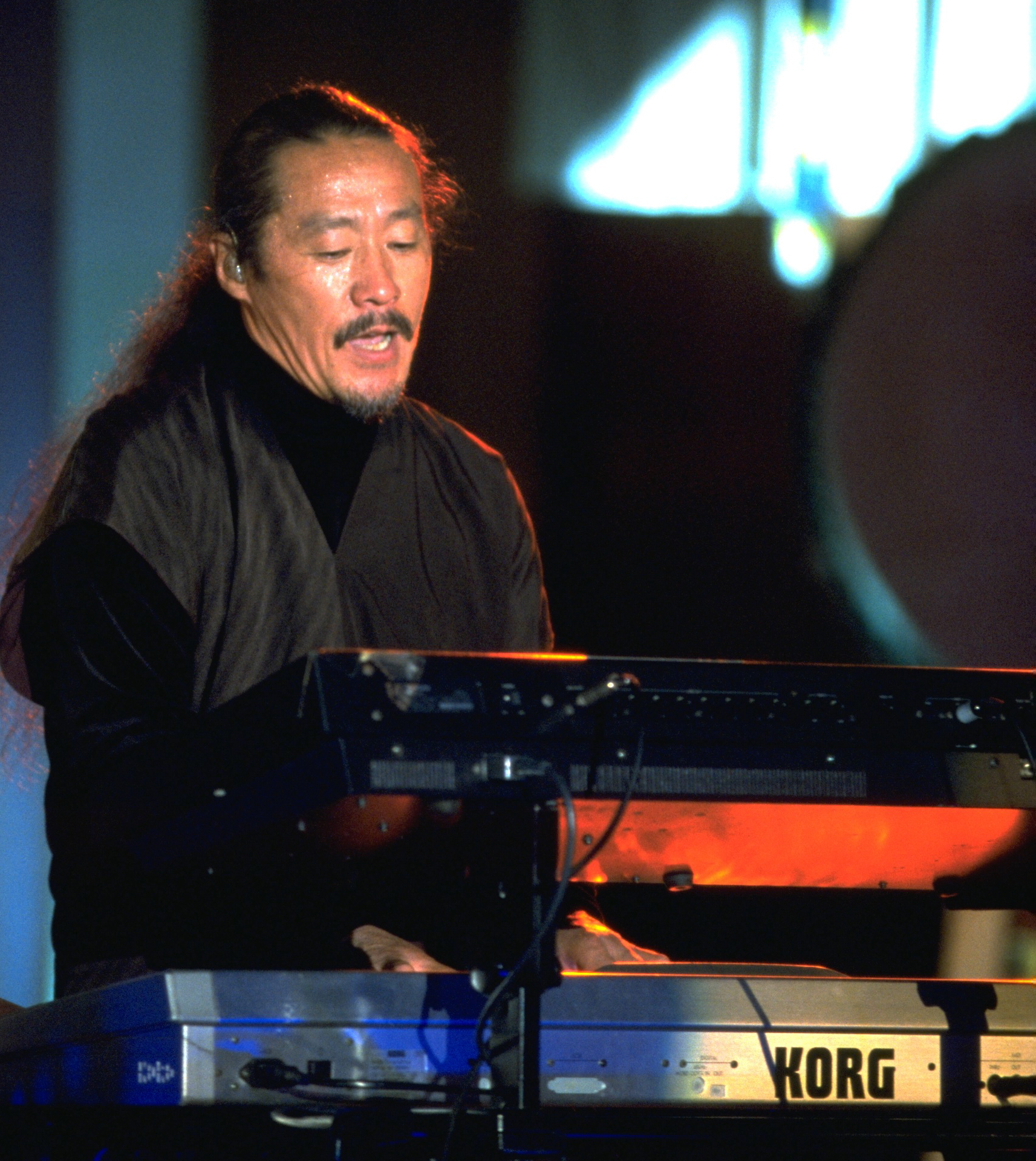
Kitaro

De 1968 a 1973 músicos alemanes como Holger Czukay (un anterior estudiante de Karlheinz Stockhausen), Popol Vuh y Tangerine Dream sacaron varios trabajos con sonidos experimentales y texturas construidas con instrumentos acústicos, eléctricos y electrónicos. Su música, referida como "cósmica" puede ser considerada como música Ambient o música New Age dependiendo del punto de vista. En 1968 el flautista y clarinetista de jazz, Paul Horn, de visita en la India junto a The Beatles y Brian Wilson, graba solo, acompañado de su voz y flauta la que es considerada primera grabación de la new age: Inside the Taj Mahal.
Posteriormente Brian Eno definió el estilo y los patrones de la música Ambient en una forma en que fácilmente podía fusionarse y co-desarrollarse con los estilos de muchos músicos como Robert Fripp, Jon Hassell, Laraaji, Harold Budd, Cluster, Jah Wobble desde los finales de la década de 1970 hasta hoy.
Otras influencias perceptibles han sido la música electrónica, la música artística, el jazz y la world music, especialmente la música celta. El minimalismo de Terry Riley o Steve Reich también se encuentra entre esas influencias, con artistas como Michael Nyman, Ludovico Einaudi, Tony Conrad o LaMonte Young. Otros músicos new age con influencias de la música artística europea, son David Darling o Daniel Kobialka.
El peso del jazz al estilo ECM, especialmente de músicos como Keith Jarrett (sobre todo su disco The Köln Concert), Ralph Towner (Blue Sun y Solo Concert) y Lyle Mays se encuentra en artistas de new age como George Winston, Michael Hedges, Michael Jones, David Lanz o Liz Story. En una línea muy similar, con claras concomitancias con el smooth jazz, se encuentra los artistas del sello Windham Hill, incluidos Mark Isham, Andy Summers, William Ackerman, Alex de Grassi, Kristian Schultze, Michael Hedges, y otros como Mark Nauseef, Glen Vélez, Rob Wasserman o el grupo Shadowfax.
En América Latina y España la música new age surge unos años más tarde, a principios de la década de 1980, a través de músicos como los argentinos Lito Vitale y Guillermo Carlos Cazenave, Antón Smith de Awankana o posteriormente Ney Angelis; y en España, del belga actualmente radicado en Tailandia, Michel Huygen, del madrileño Luis Paniagua, del cordobés Javier Márquez y del onubense David Garrido Guil.

## Controversia y rechazo
Definir ciertos grupos o álbumes como música New Age puede resultar controvertido entre sus aficionados debido a que los límites de este género musical no están bien definidos.
También, debido a que algunos artistas expresan su filiación en creencias New Age, muchos otros declaran específicamente no formar parte de dicho movimiento y rechazan que se catalogue su trabajo como música New Age.

## Artistas significativos del género
| - 2002 - Aeoliah - Adiemus - Al Conti - Alborada - Alkymia - Andreas Vollenweider - Andy Desmond - Awankana - Azam Ali - B-Tribe - bond - Brian Eno - Can Atilla - Carlos Garo - Caroline Lavelle - Christopher Franke - Clannad - Constance Demby - Craig Chaquico - Cusco - Cynthia Valenzuela - David Arkenstone - David Clavijo - David Garrido Guil - David Lanz - Dead can dance - Deep Forest - Deuter - Deva Premal - Elbosco - Eloy Fritsch - Emma Shapplin - Enigma - Enya - Era - Eric Tingstad | - Fernando Álvarez Charro - Fox Amoore - Gandalf - Gheorghe Zamfir - Gregorian - Guieldu - Guillermo Carlos Cazenave - Himekami - Ima Galguén - Iasos - Hevia - Jean Ven Robert Hal - Jean-Michel Jarre - Joakin Bello - Juan Carlos García - Julio Mazziotti - Keiko Matsui - Kitaro - Klaus Schulze - Lesiëm - Lito Vitale - Loreena McKennitt - Lorena Tassinari - Ludovico Einaudi - Michael Nyman - Mike Oldfield - Michael Brant deMaria - Mirabai Ceiba - Mythos - Ney Angelis - Nueva Alquimia - Ottmar Liebert | - Patrick O'Hearn - Paul Horn - Paul Schwartz - Perceptions - Peter Gundry - P. H.O.B.O.S - Popol Vuh - Proyecto Medusa - Ray Lynch - Robert Haig Coxon - Ron Korb - Rondò Veneziano - Ruddy Franco - Ryuichi Sakamoto - Sacred Spirit - Sangit Om - Santiago Segura Saz - Santiago Segura Ossorio - Secret Garden - Sheela Bringi - Shinnobu - Steve Roach - Steven Halpern - Suzanne Ciani - Symbiosis - Tangerine Dream - Terry Oldfield - Tol & Tol - Tsode - Vangelis - Walter Carlos - White Sun - William Ackerman - Yanni - Yeiker - Yiruma - Yuki Kajiura |